# السعودية في كأس العرب 1992
تعرضُ هذه المقالة مُشاركة المنتخب السّعُوديّ في كأس العرب 1992. البطولة استضافتها سوريا في مدينتي دمشق وحلب، خلال الفترة ما بين 8 و17 سبتمبر من عام 1992.
تمكّن المنتخب السعودي من الوصول إلى المباراة النهائية للمرة الأولى في تاريخه، وخسر المباراة أمام المنتخب المصري بنتيجة 2/3.

## النتائج

### المجموعة 2
| المنتخب  | لعب | فاز | تعادل | خسر | له | عليه | الفارق | النقاط |
| -------- | --- | --- | ----- | --- | -- | ---- | ------ | ------ |
| السعودية | 2   | 1   | 1     | 0   | 3  | 2    | +1     | 3      |
| سوريا    | 2   | 0   | 2     | 0   | 1  | 1    | 0      | 2      |
| فلسطين   | 2   | 0   | 1     | 1   | 1  | 2    | -1     | 1      |

| سوريا      | 1–1 | السعودية                 |
| ---------- | --- | ------------------------ |
| كردغلي 78' |     | عبد الله 58' (ركلة جزاء) |

| السعودية                   | 2–1 | فلسطين |
| -------------------------- | --- | ------ |
| الهريفي 54' · العويران 57' |     | هدف    |

### نصف النهائي
| السعودية              | 0-2 | الكويت |
| --------------------- | --- | ------ |
| مسعد 38' · الجابر 87' |     |        |

### المباراة النهائية
| مصر                                           | 2-3 | السعودية                 |
| --------------------------------------------- | --- | ------------------------ |
| الشيشيني 4' (ركلة جزاء) · الكاس 26' · حسن 85' |     | الرومي 9' · العويران 73' |

## مَرَاجِع
1. ↑  "مباريات كأس العرب 1992 على موقع مؤسسة إحصاءات وثيقة لرياضة كرة القدم". RSSSF.com. مؤرشف من الأصل في 2019-07-05.